# Coelopa
Coelopa is een vliegengeslacht uit de familie van de wiervliegen (Coelopidae).

## Soorten
- C. frigida (Fabricius, 1805)
- C. nebularum Aldrich, 1929
- C. pilipes Haliday, 1838
- C. stejnegeri Aldrich, 1929
- C. vanduzeei Cresson, 1914